# Darwin Echeverry
Darwin Andrés Echeverry Angulo, né le  2 janvier 1996 à Cali en Colombie, est un athlète espagnol, spécialiste du 400 m.
Il bat le record d'Espagne du relais 4 x 400 m en finale des Championnats du monde 2017 à Londres, en 3 min 0 s 65. Son record sur 400 m est de 46 s 37 obtenu à Barcelone en 2017,.